# Carlo Acutis

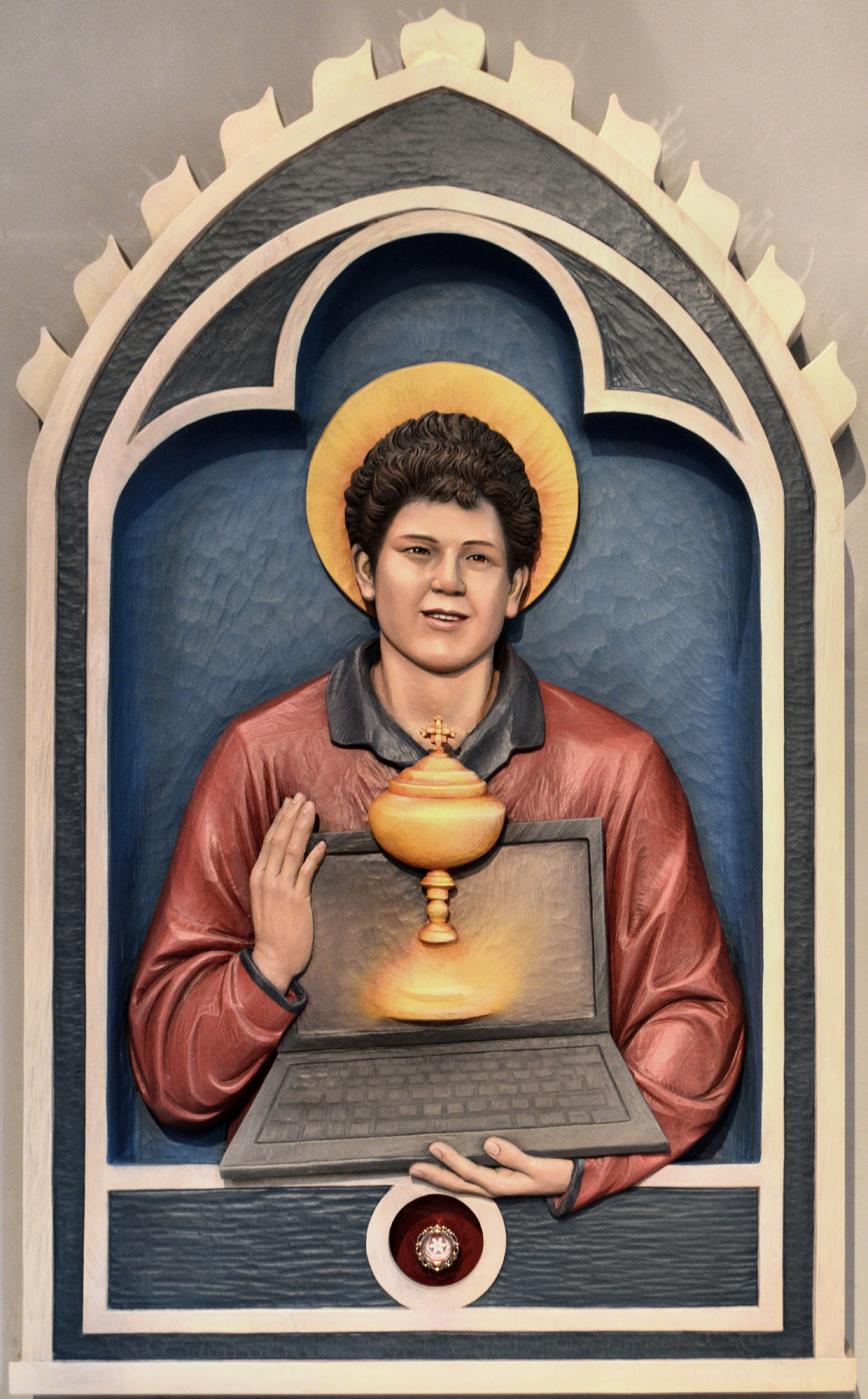
Ikone von Carlo Acutis

Carlo Acutis (* 3. Mai 1991 in London, Großbritannien; † 12. Oktober 2006 in Monza, Italien) war ein computeraffiner italienischer Jugendlicher, der mit 15 Jahren an Leukämie starb. Er war tief religiös und wurde unter anderem dafür bekannt, sogenannte eucharistische Wunder zu dokumentieren und auf einer Website zu katalogisieren.
Acutis, der in den Medien auch als Influencer Gottes bzw. Cyber-Apostel bezeichnet wird, wurde am 10. Oktober 2020 in Assisi seliggesprochen. Nach einem weiteren dokumentierten Wunder soll er am 7. September 2025 heiliggesprochen werden.

## Leben

### Kindheit
Acutis wurde als Kind des italienischen Investmentbankers Andrea Acutis (* 1964) und seiner Ehefrau Antonia Salzano (* 1966) in London geboren, wo seine Eltern zu jener Zeit lebten. Kurz nach Carlos Geburt zog die Familie nach Mailand, wo der Vater in das Management der Versicherungsgesellschaft Vittoria Assicurazioni einstieg, die seiner Familie gehörte.
Den damals vierjährigen Carlo Acutis soll 1995 der Tod seines Großvaters stark beschäftigt haben. Die Grundzüge des römisch-katholischen Glaubens lernte Acutis von seinem polnischen Kindermädchen. Seine Eltern gingen kaum in die Kirche. Die Erstkommunion empfing Carlo nach üblicher italienischer Praxis bereits im Alter von sieben Jahren am 16. Juni 1998 in der Mailänder Kirche Sankt Ambrosius ad Nemus, einem Klausurkloster des Ambrosianischen Ritus. Seine Kindheit war geprägt durch ein intensives religiöses Leben, das sich besonders in häufigen Besuchen der Heiligen Messe ausdrückte, nach denen er aus eigenem Antrieb verlangte. Ab 1997 besuchte Carlo Acutis die Grundschule am Tommaseo-Institut der Marcellus-Schwestern. Bereits im Alter von sieben Jahren erhielt er seinen ersten Computer geschenkt. Am 24. Mai 2003 empfing er das Sakrament der Firmung in seiner Pfarrei Santa Maria Segreta. Im September 2005 wechselte er auf das Jesuitengymnasium Istituto Leone XIII in Mailand.

### Jugendalter
Im Jugendalter nahm Carlo am Leben seiner Pfarrei teil und engagierte sich als Gemeindekatechet, wobei er auch selbsterstelltes digitales Lehrmaterial einsetzte, und ehrenamtlicher Helfer bei karitativen Aufgaben. Zugleich beschäftigte er sich viel mit seinem Computer und eignete sich ein gutes Informatikgrundwissen an. Schon als Zehnjähriger gestaltete er eigene Webseiten. Wie bei Untersuchungen im Rahmen seines Seligsprechungsprozesses festgestellt wurde, besuchte er im Internet fast ausschließlich Angebote religiösen Inhalts. Die Ferien verbrachte er oft in Assisi und wünschte sich später auch, dort begraben zu werden.
Mit elf Jahren erstellte Carlo ein Online-Verzeichnis, das 136 überlieferte sogenannte eucharistische Wunder aus allen Kontinenten sammelte und katalogisierte. Die von seinen Anhängern nach seinem Tod daraus entwickelte Ausstellung wurde in zahlreiche Sprachen übersetzt und weltweit in etwa 10.000 Pfarreien sowie in den Wallfahrtsorten Fátima, Lourdes und Guadalupe gezeigt, 2024 auch in Linz und Kirchhundem (Erzbistum Paderborn). 2014 erschien posthum das 2006 von Carlo Acutis initiierte Online-Verzeichnis von der römisch-katholischen Kirche anerkannter Marienerscheinungen.

### Krankheit und Tod
Anfang Oktober 2006 wurde bei Carlo Acutis eine akute Leukämie vom Typ M3 festgestellt. Die Erkrankung, die zunächst wie ein grippaler Infekt ausgesehen hatte, verschlimmerte sich innerhalb weniger Tage so stark, dass er auf die Intensivstation und bald darauf in eine Spezialklinik nach Monza verlegt werden musste. Am 10. Oktober 2006 erbat er im Krankenhaus San Gerardo in Monza die Krankensalbung und die Kommunion. Am 11. Oktober fiel er nach einer Blutwäsche ins Koma und wurde für klinisch tot erklärt. Eine Organspende war aufgrund seiner Erkrankung nicht möglich. Am 12. Oktober 2006 starb Carlo durch Herzversagen.
Am 14. Oktober 2006 fand in der Pfarrkirche Santa Maria Segreta das Requiem statt, zu dem sich auch Obdachlose und Bedürftige einfanden, die Carlo zu Lebzeiten regelmäßig mit Geld und Sachspenden unterstützt hatte, teilweise ohne Wissen seiner Familie. Anschließend wurde er in Ternengo bestattet. Im Januar 2007 wurde er seinem Wunsch entsprechend auf den Friedhof von Assisi umgebettet. In Assisi besitzt Acutis’ Familie ein Ferienhaus.
Carlo Acutis war Einzelkind; sein Bruder und seine Schwester (Zwillinge) kamen erst nach seinem Tod 2010 zur Welt.

## Wirkung und Verehrung
In den Medien wird Carlo Acutis als Influencer Gottes bzw. Cyber-Apostel bezeichnet. Die römisch-katholische Kirche und seine Eltern möchten die durch die Seligsprechung erzielte Bekanntheit nutzen, um die christliche Verkündigung mit dem modernen Medium Internet zu verknüpfen. 

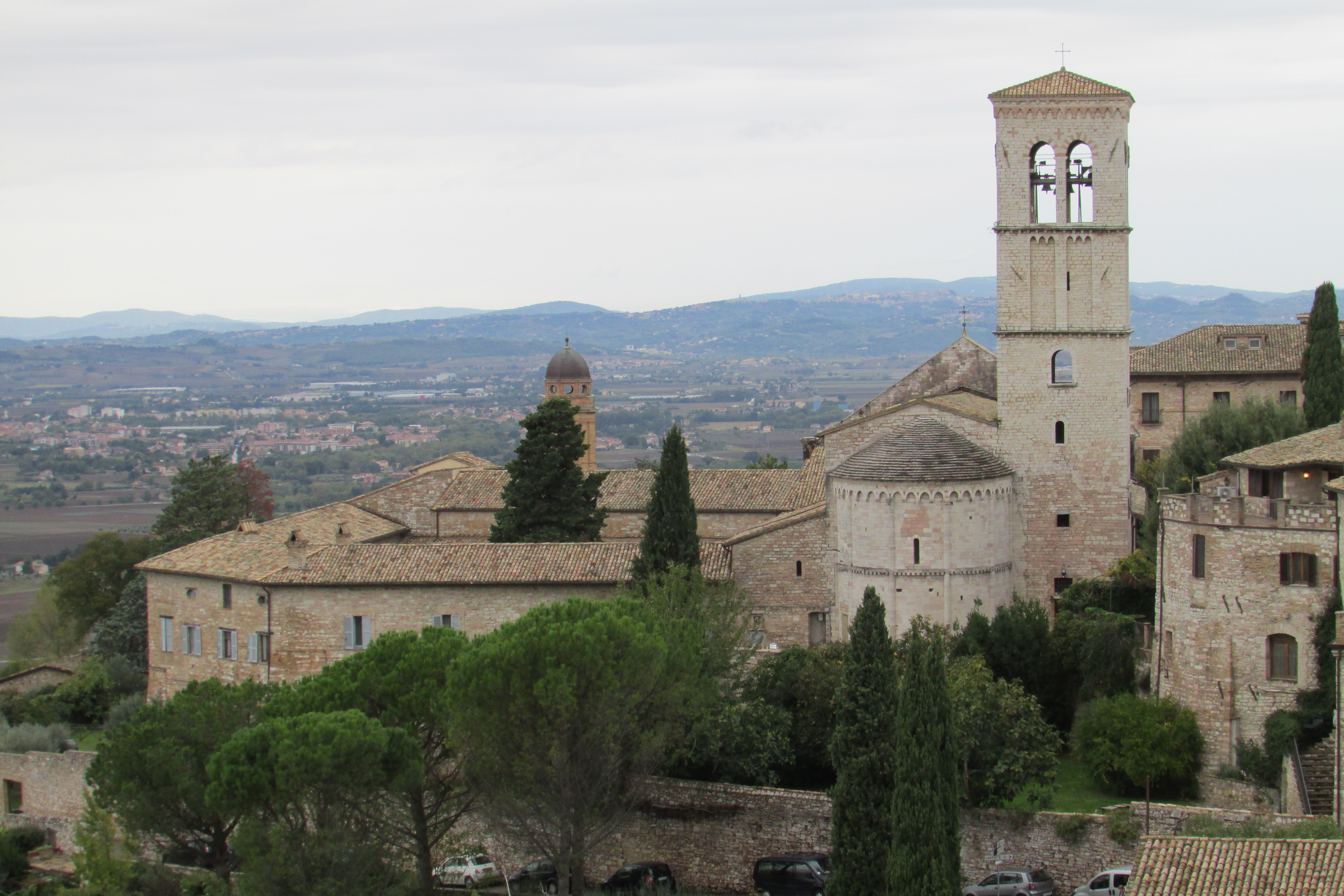
In der Kirche Santa Maria Maggiore zu Assisi wird nach dem Erheben der Gebeine das Grab Acutis’ verehrt

### Selig- und Heiligsprechung
Als einflussreichste Unterstützer bei der Organisation und weltweiten Verbreitung der Eucharistiewunder-Wanderausstellung in den Jahren unmittelbar nach Carlos Tod gelten neben seinen Eltern der Erzpriester des Petersdoms Angelo Kardinal Comastri und der Kuriengeistliche Raffaello Martinelli, der zu dieser Zeit das Katechetische Amt der Glaubenskongregation leitete und 2009 Bischof von Frascati und Mitglied der Kongregation für die Selig- und Heiligsprechungsprozesse wurde.
Im Jahr 2013 begann der Seligsprechungsprozess für Carlo Acutis. Die diözesanen Untersuchungen wurden am 15. Februar 2013 unter Kardinal Angelo Scola initiiert und am 24. November 2016 abgeschlossen. Am 5. Juli 2018 sprach der Papst Acutis den sogenannten heroischen Tugendgrad zu, eine Vorstufe zur Seligsprechung. Am 14. November 2019 folgte die Anerkennung des für die Seligsprechung notwendigen Wunders, das sich 2010 an einem brasilianischen Jungen ereignet haben soll. Dieser litt an einer angeborenen Krankheit der Bauchspeicheldrüse, die zu ständigem Erbrechen führte, wodurch das Kind immer schwächer wurde. Im Februar 2011 wurde die vollständige Genesung des Jungen festgestellt und mit einer Reliquie von Carlo Acutis in Verbindung gebracht, die er bei einer Andacht zu Ehren Carlos im Oktober 2010 berührt hatte. Papst Franziskus erkannte das Wunder mit Dekret vom 21. Februar 2020 an. Carlos Mutter erklärte daraufhin, ihr Sohn sei ihr im Traum erschienen und habe mitgeteilt, er werde nicht nur selig-, sondern in Zukunft auch heiliggesprochen werden. Am 10. Oktober 2020 wurde Carlo Acutis durch den päpstlichen Legaten Agostino Kardinal Vallini in der Basilika San Francesco in Assisi seliggesprochen, der in seiner Predigt das Internet als „ein Geschenk Gottes, ein Mittel zur Begegnung mit den Menschen, einen Raum des Dialogs, des Austauschs in gegenseitigem Respekt“ bezeichnete.
Im anschließenden Verfahren zur Heiligsprechung erkannte Papst Franziskus am 23. Mai 2024 ein weiteres Carlo Acutis’ Fürsprache zugeschriebenes Wunder an: Eine junge Frau aus Costa Rica, die seit 2018 in Florenz studierte, hatte sich dort bei einem Fahrradunfall am 2. Juli 2022 schwerste Kopfverletzungen zugezogen, von denen sie sich nach Anrufung des seligen Carlo unerwartet gut erholte. Es heißt, die junge Frau sei nach dem Sturz ins Koma gefallen gewesen und künstlich beatmet worden. Einen Tag lang habe ihre Mutter vor Carlo Acutis’ Sarg gekniet und um Heilung gebetet. Als sie ans Krankenbett zurückkehrte, habe die todgeweihte Tochter zu atmen begonnen.
Im ordentlichen Konsistorium vom 1. Juli 2024 bestätigte Papst Franziskus die bevorstehende Heiligsprechung Acutis’. Im November desselben Jahres gab er bei einer Generalaudienz auf dem Petersplatz bekannt, er wolle Carlo Acutis anlässlich einer Heilig-Jahr-Veranstaltung für Teenager am 27. April 2025 in Rom heiligsprechen. Nachdem der Papst wenige Tage vor der geplanten Heiligsprechung am 21. April 2025 gestorben war, wurde der Termin zunächst ausgesetzt. Am 13. Juni 2025 wurde die Heiligsprechung durch Papst Leo XIV. für den 7. September 2025 angekündigt.
Sein liturgischer Gedenktag ist der 12. Oktober.

### Exhumierung und Verehrung

Der offene Sarkophag von Carlo Acutis in Assisi (2022)

Bereits 2019 wurde der Leichnam Acutis’ aus der Gruft in Assisi gehoben und exhumiert. Unmittelbar anschließend wurde auf sozialen Medien behauptet, Acutis’ Leichnam sei „unversehrt“ gewesen. Auch Carlos Mutter und der Postulator des Seligsprechungsverfahrens, Nicola Gori, hatten dies verbreitet. Das Ausbleiben der Verwesung eines Leichnams wird in traditionellen katholischen Vorstellungen als übernatürlicher Hinweis auf die Heiligkeit eines verstorbenen Menschen aufgefasst. Der Bischof von Assisi, Domenico Sorrentino, stellte später richtig, Acutis’ Körper sei nicht unversehrt aufgefunden worden, sondern habe „den normalen Prozess der Verwesung“ durchlaufen und sei „mit Kunst und Liebe wieder zusammengefügt“ worden.
Das Herz wurde dem Leichnam entnommen und in einem kostbaren Reliquiar zunächst in der Franziskus-Basilika ausgestellt. Im Oktober 2022 wurde es zum dauernden Verbleib in einem von amerikanischen Spendern finanzierten, dem seligen Carlo Acutis geweihten neuen Seitenaltar des Doms San Rufino, der historischen Bischofskirche Assisis, bestattet. Auch der Leichnam Carlos wurde zunächst in der Kathedrale von Assisi in einem Holzsarg zur öffentlichen Verehrung ausgestellt. Am 6. April 2019 wurde er in einem eigens errichteten steinernen Sargmonument im rechten Seitenschiff der Kirche Santa Maria Maggiore in Assisi wieder beigesetzt.
Vom 1. bis zum 19. Oktober 2020 ermöglichte eine Aussparung in der Frontplatte des Hochsarges den Blick in das Innere der Grabkammer. Dort war der wiederhergestellte Leichnam von Carlo Acutis bekleidet mit Alltagskleidung aus seinem Nachlass zu sehen, die Haare präpariert und das Gesicht und die Hände aus Silikon nachmodelliert. Die Abschlusszeremonie vor der erneuten Schließung des Grabes wurde von Marcello Semeraro geleitet, dem wenige Tage zuvor neu ernannten Präfekten der Kongregation für die Selig- und Heiligsprechungsprozesse. Auch nach Ende der COVID-19-Pandemie in Italien gibt es wieder Gelegenheiten, bei denen die Platte vor dem Grab zur innigeren Verehrung des Toten entfernt wird.
Die Herz-Reliquie von Acutis ist derzeit (Stand 7/2024) auf „Europatour“. Sie ist unter anderem in der Heilig-Geist-Kirche in München und danach im Kloster Weltenburg zu verehren.

### Patronate
Carlo Acutis wurde im Sommer 2022 von Bischof Bertram Meier zum Patron des Offenen Seminars des Bistums Augsburg erklärt, einem 1972 initiierten Programm für Jungen im Alter von 9 bis 20 Jahren, die sich an Wochenenden und in den Schulferien zu Kursen und Aktivitäten im Jugendhaus Seifriedsberg treffen. Meier hatte selbst schon mit 12 Jahren an den Kursen des Offenen Seminars teilgenommen.

## Film
Eine stark fiktionalisierte Filmbiografie von Carlo Acutis unter dem spanischen Titel El cielo no puede esper@r (Deutsch „Der Himmel kann nicht w@rten“) wurde von Custodian Movies unter der Leitung des (dem Opus Dei nahestehenden) spanischen Filmjournalisten und Regisseurs José María Zavala (* 1962) produziert und erschien im Februar 2023 in den spanischen Kinos. Die Filmmusik wurde von dem katalanischen Singer-Songwriter Luis Mas (* 1998) geschrieben und das Titellied im November 2022 vorab veröffentlicht.